# Gare de Champ-du-Chêne
La gare de Champ-du-Chêne est une ancienne gare ferroviaire française de la ligne de Fives à Hirson, située sur le territoire de la commune de Ronchin, dans le département du Nord, en région Hauts-de-France.
C'est une halte fermée de la Société nationale des chemins de fer français (SNCF).

## Situation ferroviaire
Établie à 38 mètres d'altitude, la halte de Champ-du-Chêne est située au point kilométrique (PK) 4,290 de la ligne de Fives à Hirson, entre les gares ouvertes de Mont-de-Terre et de Lesquin.
Par ailleurs, le raccordement de Ronchin longe la halte, mais sans la traverser. S'embranchant sur la ligne de Fives à Abbeville (près de la gare de Lille-Porte-de-Douai), les voies de ce raccordement rejoignent celles de la ligne de Fives à Hirson peu avant la gare de Lesquin.

## Histoire
Au début des années 1890, l'arrêt, déjà en service, s'appelle « Ronchin - Lezennes ». Il est alors prévu qu'il soit desservi par un service de trains légers effectuant un parcours circulaire dans la banlieue de Lille (notamment via les lignes de Lille à Valenciennes, de Don à Templeuve, de Lille à Béthune et d'Haubourdin à Saint-André).
La desserte (réalisée par des trains TER) est interrompue par la SNCF en 2007, après la fermeture du magasin Camif situé à proximité[réf. souhaitée]. Cependant, la commune reste desservie par le réseau TER Hauts-de-France, à la gare de Ronchin (située sur la ligne de Paris-Nord à Lille), à environ 2,5 kilomètres de l'ancienne halte.
En 2013, Lille Métropole envisage de remettre en service cette halte, dans le cadre du « contrat de territoire de la couronne Sud ». En 2019, cette remise en service est de nouveau proposée par la Métropole européenne de Lille, dans son livre blanc de la Concertation du plan climat air énergie territorial 2018-2019. En effet, environ 2 000 personnes viennent quotidiennement travailler dans les entreprises implantées aux alentours de l'ancien point d'arrêt.

## Patrimoine ferroviaire
Les deux quais (toujours munis de réverbères), ainsi que leurs escaliers d'accès depuis le pont de la rue Sadi-Carnot (route qui relie Ronchin à Lezennes), subsistent dans les années 2020. Toutefois, les entrées de la halte sont fermées par la rambarde dudit pont.